# Ахали дроеба
«Ахали Дроеба» (груз. ახალი დროება, «Новое время») — легальная профсоюзная большевистская газета, выходившая в Тифлисе с 14 ноября 1906 года по 8 января 1907 года на грузинском языке.
Руководителем газеты был И. В. Сталин, постоянными сотрудниками — М. Давиташвили, М. Цхакая. Была закрыта по распоряжению тифлисского губернатора.